# Juliomys rimofrons
Juliomys rimofrons és una espècie de mamífer rosegador de la família dels cricètids. És endèmic del Brasil (estats de Rio de Janeiro, Minas Gerais i São Paulo). Es tracta d'un animal arborícola. El seu hàbitat natural són els boscos situats a gran altitud. Encara que no es coneix cap amenaça significativa per a la seva supervivència, se'l considera una espècie vulnerable a causa de la petitesa de la seva distribució.